# Puck Oversloot
Puck Oversloot   (Rotterdam, 22 de maig de 1914 - Rotterdam, 7 de gener de 2009) va ser una nedadora neerlandesa que va competir durant la dècada de 1930.
El 1932 va prendre part en els Jocs Olímpics de Los Angeles, on va disputar tres proves del programa de natació. Guanyà la medalla de plata en la prova dels 4x100 metres lliures, fent equip amb Willy den Ouden, Corrie Laddé i Maria Vierdag, mentre en els 400 metres lliures i els 100 metres esquena quedà eliminada en sèries.
En el seu palmarès també destaca una medalla de bronze al Campionat d'Europa de natació de 1934.